# Hell Is for Heroes (musikalbum)
Hell Is for Heroes är det brittiska posthardcorebandet Hell Is for Heroes' självbetitlade tredje och sista studioalbum, utgivet 11 juni 2007 på Golf Records.

## Låtlista
1. "To Die For" - 5:17
2. "Stranger in You" - 3:06
3. "Arcades" - 4:07
4. "Between Us" - 3:57
5. "You've Got Hopes" - 3:41
6. "My Protector" - 3:15
7. "----" - 2:57
8. "Hands Up!" - 3:44
9. "Into the Blood" - 3:34
10. "Only the Ridiculous Will Survive" - 4:06
11. "Once and for All" - 5:08

### Fotnoter
1. ↑  ”Hell Is for Heroes”. Discogs.com. http://www.discogs.com/Hell-Is-For-Heroes-Hell-Is-For-Heroes/release/2355387. Läst 3 maj 2012.